# Chuck Berry’s Golden Hits
Chuck Berry’s Golden Hits — одиннадцатый альбом американского певца Чака Берри. Представленные здесь хиты Берри были специально заново записаны для этой пластинки.

## Обзор
17 июня 1966 года Берри заключил контракт с Mercury Records, и первым требованием лейбла была перезапись всех хитов Берри, которые он записывал для Chess Records, причём в более быстрых вариантах. Другим отличием от оригинальных записей стало стереофоническое звучание. В альбом помимо хитов вошла новая композиция «Club Nitty Gritty».

## Список композиций
Все композиции написаны Чаком Берри.
| №   | Название               | Длительность |
| --- | ---------------------- | ------------ |
| 1.  | «Sweet Little Sixteen» | 2:13         |
| 2.  | «Memphis»              | 2:08         |
| 3.  | «School Days»          | 2:35         |
| 4.  | «Maybellene»           | 2:34         |
| 5.  | «Back in the U.S.A.»   | 2:28         |
| 6.  | «Johnny B. Goode»      | 2:44         |
| 7.  | «Rock and Roll Music»  | 2:32         |
| 8.  | «Roll over Beethoven»  | 2:01         |
| 9.  | «Thirty Days»          | 2:12         |
| 10. | «Carol»                | 2:24         |
| 11. | «Club Nitty Gritty»    | 2:18         |

| №   | Название                  | Длительность |
| --- | ------------------------- | ------------ |
| 1.  | «Sweet Little Sixteen»    | 2:13         |
| 2.  | «Memphis»                 | 2:08         |
| 3.  | «School Days»             | 2:35         |
| 4.  | «Maybellene»              | 2:34         |
| 5.  | «Back in the U.S.A.»      | 2:28         |
| 6.  | «Around and Around»       | 2:21         |
| 7.  | «Brown Eyed Handsome Man» | 2:21         |
| 8.  | «Johnny B. Goode»         | 2:44         |
| 9.  | «Rock and Roll Music»     | 2:32         |
| 10. | «Roll over Beethoven»     | 2:01         |
| 11. | «Thirty Days»             | 2:12         |
| 12. | «Carol»                   | 2:24         |
| 13. | «Let It Rock»             | 1:54         |
| 14. | «Reelin’ and Rockin’»     | 4:14         |
| 15. | «Club Nitty Gritty»       | 2:18         |

## Альбомные синглы
- Club Nitty Gritty / Laugh and Cry (Mercury 72643; январь 1967)
- Back in the U.S.A. / Roll Over Beethoven (1967)